# Kokos Panagī
Kokos Panagī (in greco: Κόκος Παναγή; 9 luglio 1966) è un ex calciatore cipriota, di ruolo centrocampista.

## Carriera

### Club
Ha giocato nel massimo campionato cipriota con l'Alki Larnaca e l'Anorthosis.

### Nazionale
Ha collezionato 18 presenze la Nazionale cipriota tra il 1992 e il 1996.